# Белавантхеран, Фрэнсис
Фрэнсис Энтонисами Белавантхеран (англ. Francis Anthonysamy Belavantheran, 5 июня 1948, Федерированные Малайские Государства) — малайзийский хоккеист (хоккей на траве), защитник.

## Биография
Фрэнсис Белавантхеран родился 5 июня 1948 года в Малайзии.
Играл в хоккей на траве за ПКНС.
В 1968 году вошёл в состав сборной Малайзии по хоккею на траве на Олимпийских играх в Мехико, занявшей 15-е место. Играл на позиции защитника, провёл 8 матчей, забил 1 мяч в ворота сборной Кении.
В 1972 году вошёл в состав сборной Малайзии по хоккею на траве на Олимпийских играх в Мюнхене, занявшей 8-е место. Играл на позиции защитника, провёл 8 матчей, забил 1 мяча в ворота сборной Аргентины.
В 1976 году вошёл в состав сборной Малайзии по хоккею на траве на Олимпийских играх в Монреале, занявшей 8-е место. Играл на позиции защитника, провёл 7 матчей, мячей не забивал.